# Platytachina major
Platytachina major är en tvåvingeart som beskrevs av Malloch 1938. Platytachina major ingår i släktet Platytachina och familjen parasitflugor. Inga underarter finns listade i Catalogue of Life.